# 巴莱维尔
巴莱维尔（法語：Balléville，法語發音：[balevil] ⓘ）是法国大東部大區孚日省的一个市镇，属于讷沙托区。

## 地理
巴莱维尔（48°19'49"N, 5°50'55"E）面积6.25 平方千米，位于法国大東部大區孚日省，该省份为法国东北部内陆省份，北起默兹省和默尔特-摩泽尔省，西接上马恩省，南至上索恩省和贝尔福地区省，东临上莱茵省和下莱茵省。
与巴莱维尔接壤的市镇（或旧市镇、城区）包括：兰维尔、勒莫维尔、圣保罗、维奥库尔、武克塞、沙特努瓦、库尔塞勒-苏沙特努瓦、多兰库尔。

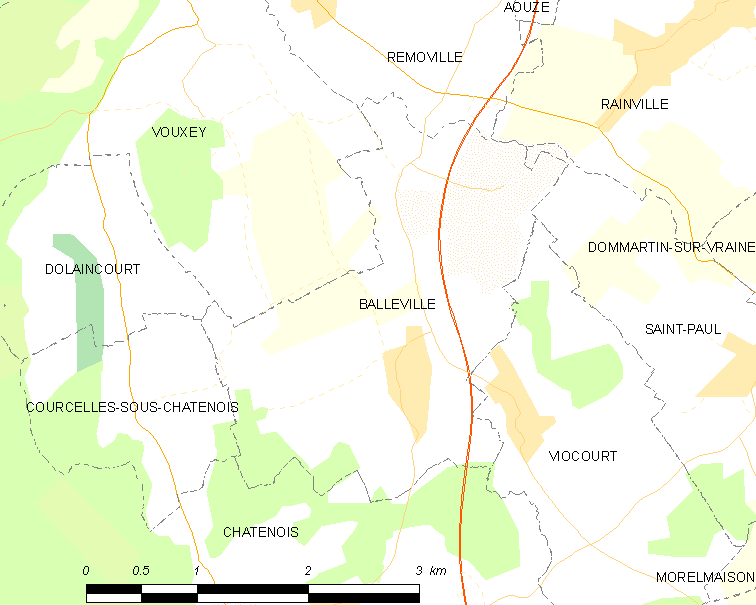
巴莱维尔的OSM定位图

巴莱维尔的时区为UTC+01:00、UTC+02:00（夏令时）。

## 行政
巴莱维尔的邮政编码为88170，INSEE市镇编码为88031。

## 政治
巴莱维尔所属的省级选区为米尔库尔县。

## 人口

1962-2008年间巴莱维尔人口变化图示

巴莱维尔于2022年1月1日时的人口数量为100人。